# 黄庆苗
黄庆苗，1931年—，香港工业家、慈善家，九龙安泰集团创始人。

## 生平
1931年生于浙江宁波鄞县云龙（今属宁波市鄞州区）。是前香港纺织、地产业巨头陳廷驊的连襟，其妻黄陈月莉是南丰集团家族重要人物、陳廷驊之胞妹。早年在宁波城绸缎店做学徒，始步入纺织服装业。后赴上海谋职。1949年赴香港，仍经营纺织品，包含羊毛、纺纱、皮货、服装等。后涉足香港新兴的金融、航运仓储业务。创办香港安泰集团，有安泰财务、授信、货仓等分公司。20世90年代，涉足香港地产业，21世纪初又在加拿大、美国经营地产和物业。

## 慈善
自1985年斥巨资支持香港、中国大陆慈善教育事业。始支持中小学教育，斥资建鄞县石桥小学教学楼，宁波青少年宫，四明中学。1996年后资助高等教育，历次捐资近5000万元人民币，并在宁波大学捐建多座教学楼，建潘天寿艺术设计学院楼群。

## 荣誉
- 2004年，浙江省宁波市荣誉市民[1]。
- 2007年，浙江省爱乡楷模[1]。